# KQ Puppis
KQ Puppis är en dubbelstjärna belägen i den norra delen av stjärnbilden Akterskeppet. Den har en genomsnittlig skenbar magnitud av ca 4,97 och är svagt synlig för blotta ögat där ljusföroreningar ej förekommer. Baserat på parallax enligt Gaia Data Release 3 på ca 1,35 mas beräknas den befinna sig på ett avstånd av ca 2 700 ljusår (ca  833 parsec) från solen. Den rör sig bort från solen med en heliocentrisk radialhastighet av ca 22 km/s.

## Egenskaper

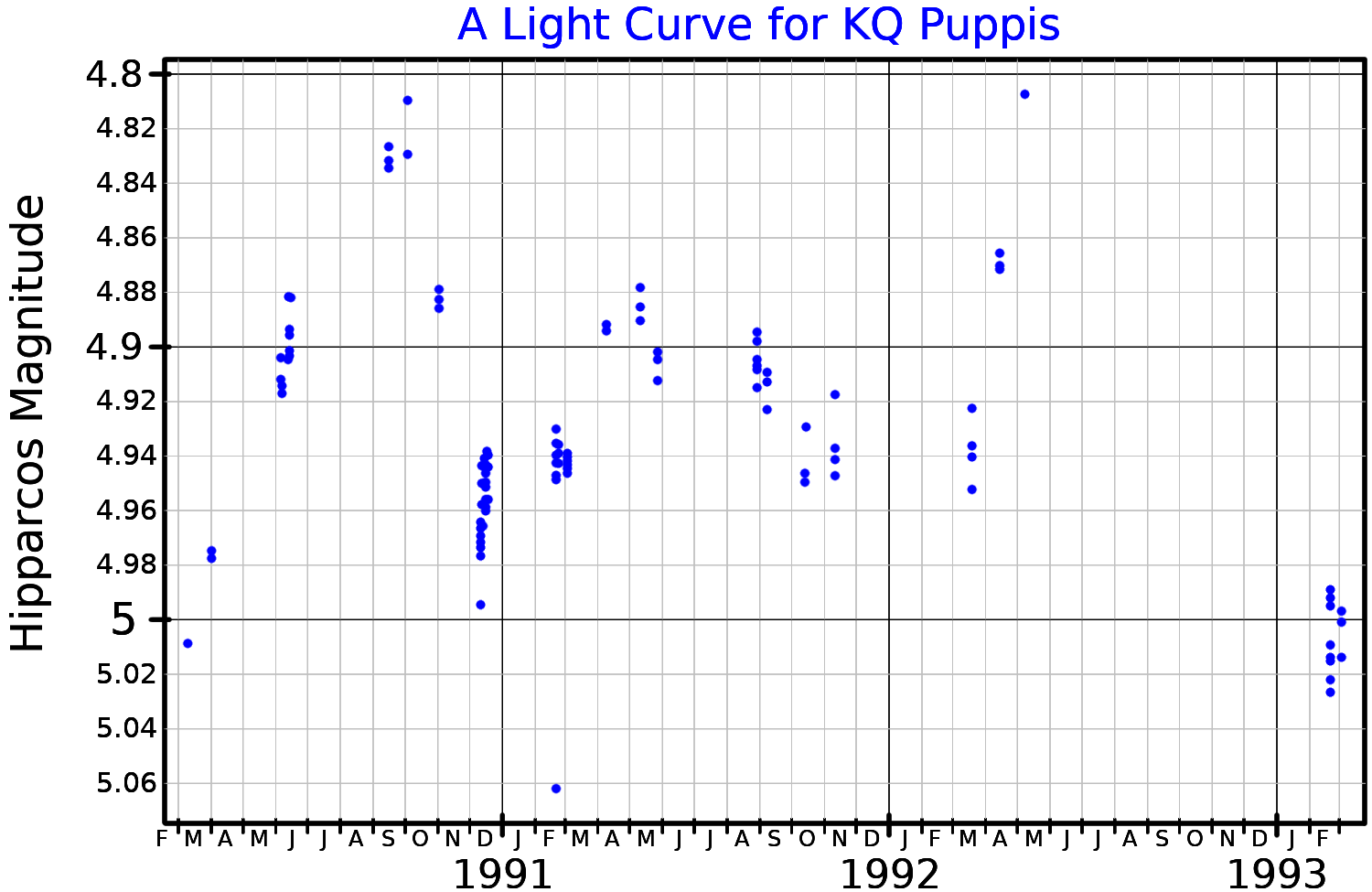
Ljuskurva för KQ Puppis, plottad från Hipparcosdata

Primärstjärnan KQ Puppis A är en röd superjättestjärna av  spektralklass M2 Iab, Den har en massa av ca 13 -20 solmassor, en radie av ca 570 solradier och utsänder energi från dess fotosfär motsvarande ca 59 800 gånger solen vid en effektiv temperatur av ca 3 700 K.
KQ Puppis är  en spektroskopisk dubbelstjärna där en röd superjätte och en huvudseriestjärna av spektraltyp B kretsar kring varandra med en omloppsperiod av 27 år. Dess skenbara magnitud varierar mellan 4,82 och 5,17. En ganska typisk superjätte cirkulerar kring en hetare, mindre ljusstark stjärna. Den hetare stjärnan är omgiven av en skiva av material som överförs från den kalla superjätten. Denna typ av dubbelstjärna kallas ett VV Cephei-system, även om det i detta fall inte finns några förmörkelser för någon av stjärnorna. En del av skivan verkar vara förmörkad och detta observeras som en stark minskning av fjärrultraviolett strålning under ungefär en tredjedel av omloppsbanan.

## Observation
Den röda superjättens primärstjärna har jämförts med Betelgeuse. Den uppvisar oregelbundna pulseringar med liten amplitud, och även viss variation i samband med omloppsrörelsen. Följeslagarens natur är mindre säker, men anses ha en massa av ca 17 solmassor, en radie av ca 4,5 solradier och utsänder energi från dess fotosfär motsvarande ca 13 800 gånger solen vid en effektiv temperatur av ca 30 000 K. Spektrumet visar höga excitationsegenskaper som skulle tyda på en tidig B- eller varmare spektraltyp, men dessa kan vara förknippade med skivan snarare än stjärnan i sig. Andra studier har funnit ett spektrum som liknar en superjätte typ A, men detta tros vara en artefakt av en B-typ skalstjärna.
KQ Puppis har katalogiserats som en avlägsen medlem av den öppna stjärnhopen Messier 47 (NGC 2422) och skulle vara den ljusaste medlemmen i den stjärnhopen. Medlemskapet är dock osäkert eftersom den verkar vara mer avlägsen än de andra stjärnorna i stjärnhopen.